# Bellcaire d’Empordà
Bellcaire d’Empordà település Spanyolországban, Girona tartományban. Bellcaire d’Empordà L'Escala, Albons, Torroella de Montgrí, Ullà és La Tallada d’Empordà községekkel határos. Lakosainak száma 737 fő (2024).

## Népesség
A település népessége az elmúlt években az alábbi módon változott:
| Lakosok száma | 93   | 484  | 561  | 524  | 480  | 645  | 664  | 650  | 693  | 737  |
|               | 1717 | 1887 | 1936 | 1960 | 1986 | 2004 | 2009 | 2014 | 2019 | 2024 |